# Via de' Pecori
Via de' Pecori è una via del centro storico di Firenze, situata tra l'incrocio di piazza San Giovanni e via Roma (canto de' Pecori), e quello con via de' Pescioni, via degli Agli e via Teatina. Vi si innestano la piazza dell'Olio, via de' Brunelleschi, via de' Vecchietti e via de' Boni.

## Storia

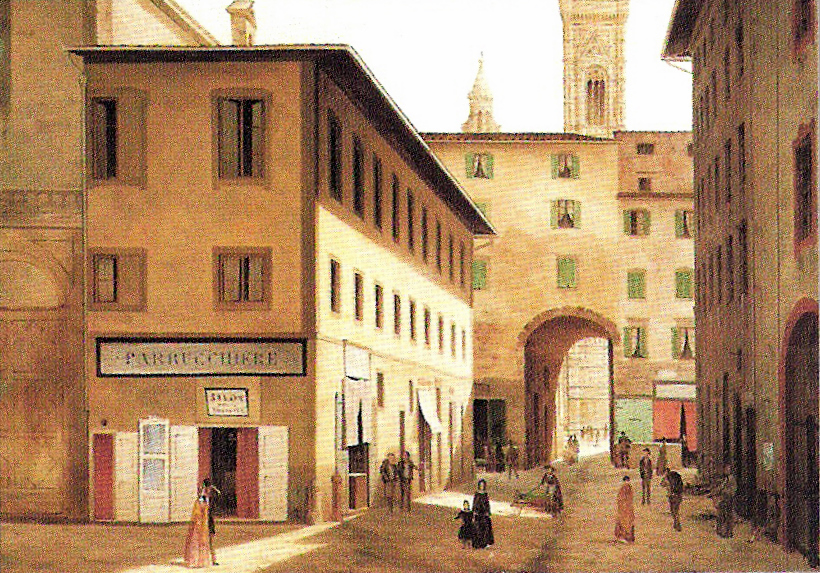
Tratto verso piazza San Giovanni prima dell'abbattimento dell'arco dei Pecori; a destra si vede il Ghetto; a sinistra un edificio inglobato oggi nel palazzo Arcivescovile

La denominazione, deliberata dalla giunta comunale nell'agosto del 1893, conserva il ricordo delle case che qui ebbe in antico la famiglia dei Pecori, alla quale era intitolato anche il canto tra la strada e la piazza di San Giovanni, dove si apriva l'arco dei Pecori. 
In antico il breve tratto tra la piazza dell'Olio e l'attuale via Brunelleschi era invece detto via della Vacca (per la presenza di un forno con questo nome), mentre la parte successiva aveva avuto nome di via de' Guidalotti e successivamente di via de' Boni (Buoni), sempre in ragione delle famiglie che qui avevano avuto le proprie case. Alcune di queste case vennero demolite nel 1803 per creare un giardino dinanzi al palazzo Orlandini del Beccuto, a uso della famiglia che lo possedeva, non potendo crearlo sul retro del palazzo su cui si trovava la chiesa di Santa Maria Maggiore. Un primo ampliamento della strada si ebbe nel 1830, quando il palazzo già degli Orlandini del Beccuto era abitato da Girolamo Bonaparte e si era reso necessario un accesso più agevole, anche a costo di sacrificare una fetta del giardino esterno.
Tale palazzo è attualmente l'unico edificio che possa vantare un'antica storia nella strada, mentre delle complesse stratificazioni di questa zona null'altro resta, a seguito delle demolizioni attuate nel corso dell'intervento di 'risanamento' del ghetto ebraico e del Mercato Vecchio (1881-1897), così come del cantiere volto alla riduzione del palazzo Arcivescovile (1892-1895).

## Descrizione
Con l'erezione dei nuovi edifici (che si propongono oltremodo variati andando dal neocinquecentismo del palazzo Ceci e Rossi al modernismo del palazzo Pola e Todescan) la strada ha perso il suo antico carattere senza riuscire ad acquistarne uno nuovo, ed è per lo più percepita come snodo tra le piazze del Duomo e di San Giovanni e il quartiere tardo ottocentesco di piazza della Repubblica, pur offrendo uno degli scorci più fotografati del complesso del Duomo, del battistero e del campanile di Giotto.

### Preesistenze

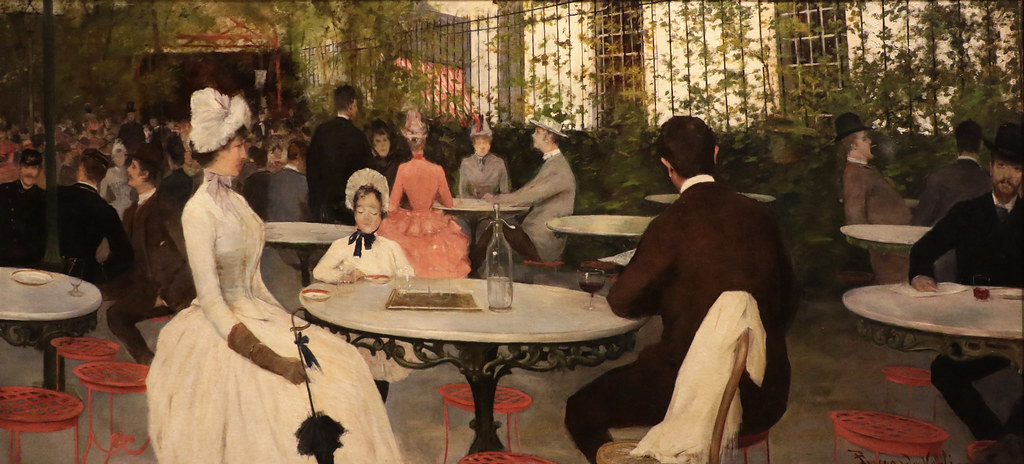
Riccardo Nobili, Birreria Cornelio, 1885

Da piazza San Giovanni si attraversava l'arco dei Pecori, in cui era contenuto un tabernacolo la cui lampada rischiarava il passaggio nelle ore notturne. Qui si trovava un primo incrocio con la via dell'Arcivescovado (canto dei Pecori): guardando a destra si sarebbe visto l'arco dell'Arcivescovado, un cavalcavia che congiungeva i due corpi del palazzo Arcivescovile; a sinistra si sarebbe vista la via della Macciana, dal nome di una famosa osteria che si trovava in quei pressi. Nel tratto successivo si costeggiava a sinistra l'alto muro del Ghetto, e a destra una fila di botteghe addossate al palazzo Arcivescovile, sulle quali svettava il campanile a vela della chiesa di San Salvatore al Vescovo. All'altezza della piazza dell'Olio si trovava la porta del Ghetto Nuovo, relativo a quella porzione dell'isolato ebraico ampliato a fine Seicento sulle case già dei Pecori. Più avanti si trovavano le case già dei Buonaccorsi, che anticamente erano sepratae da un paio di violetti che portavano nella piazza dei Cavallari. Sull'altro lato, all'angolo con via dei Naccaioli (via Brunelleschi), si trovava l'osteria della Vacca, che per un certo periodo diede il nome alla via. 
Passata la via dei Naccaioli si trovava, come oggi, il grande palazzo Orlandini del Beccuto, costruito su due gruppi di case (dei Carnesecchi (poi dei Guidalotti) e dei Tempi, già divise da un vicolo che sbucava nel vicolo di Santa Maria Maggiore. Davanti al palazzo si trovò, dal 1803 al 1894 circa, il giardino degli Orlandini, costruito demolendo alcune case dei Boni e dei Panciatichi. Qui per un certo periodo vi fu ospitata la nota birreria Cornelio.
Dopo l'incrocio con le vie degli Agli e del canto a' Guidalotti (oggi via de' Vecchietti) si costeggiavano le case dei Del Beccuto (da una delle quali proviene la Madonna del Beccuto di Paolo Uccello), dei Filippeschi, dei Dello Steccuto, degli Agli, fino all'osteria di piazza Padella; dalla fine del XVI secolo questo isolato era stato chiuso fino a piazza degli Antinori, per l'ampliamento del convento di San Gaetano.

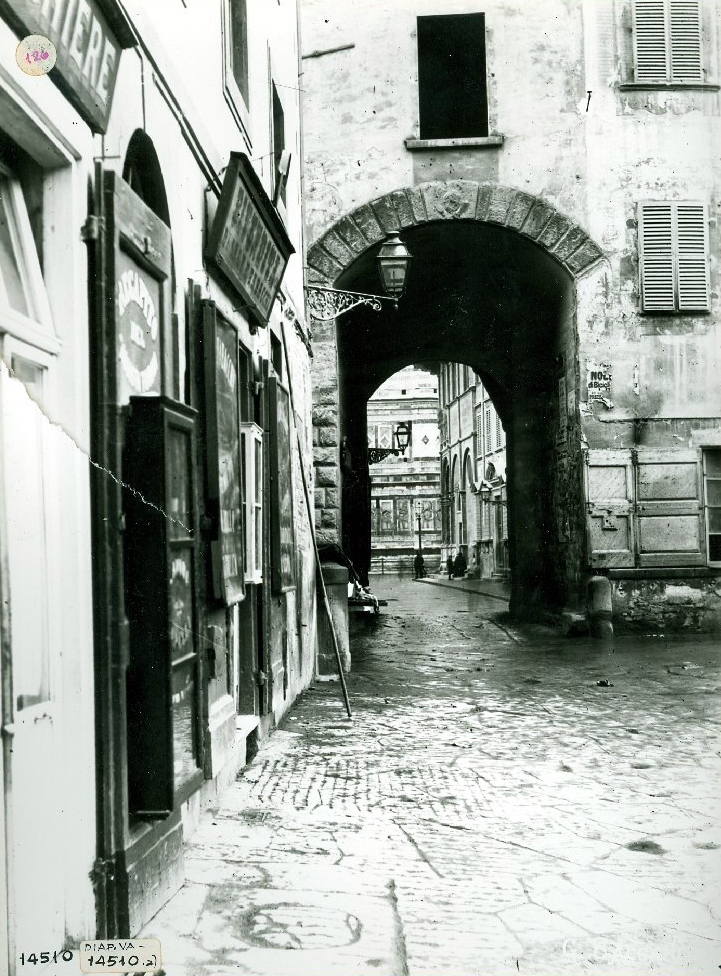
L'Arco dei Pecori, visto da via dell'Arcivescovado
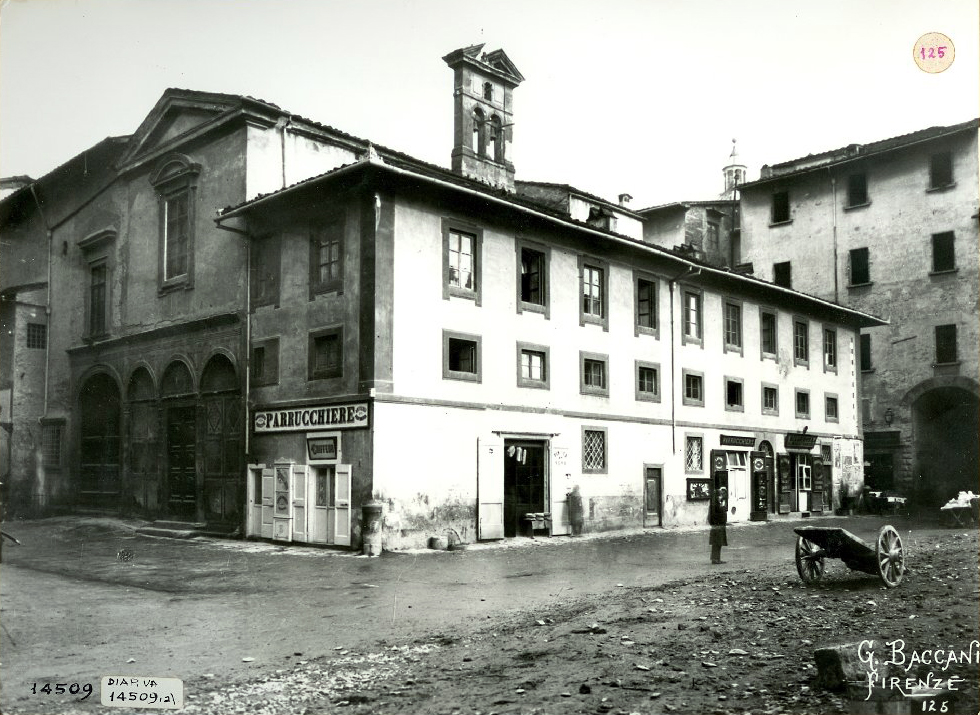
Il casamento addossato al palazzo Arcivescovile e alla chiesa di San Salvatore
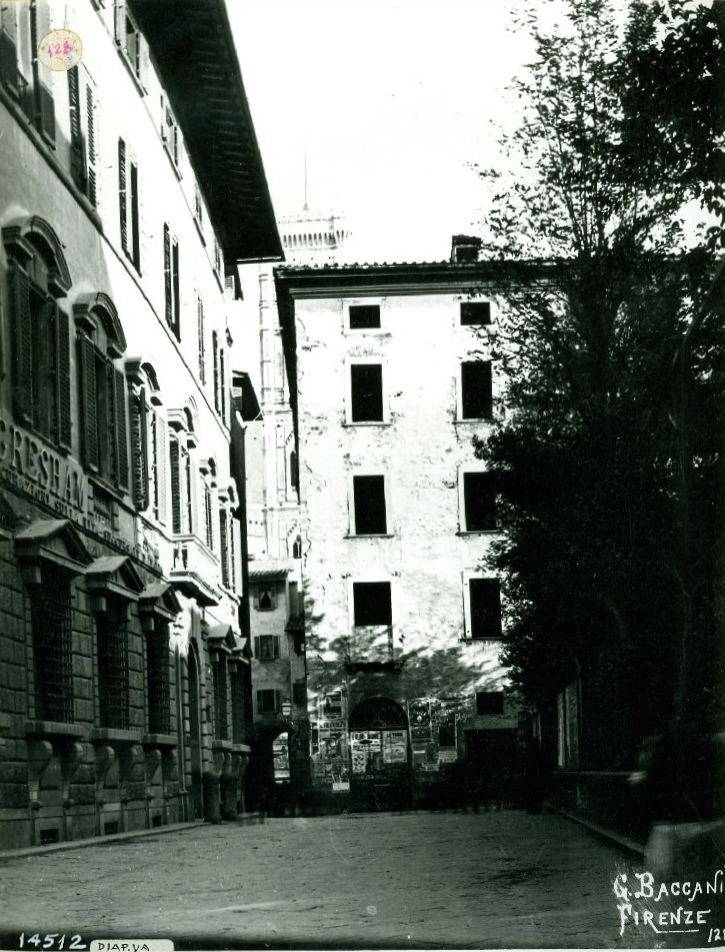
Via de' Pecori col palazzo Orlandini (a sinistra) e il Ghetto (a destra)
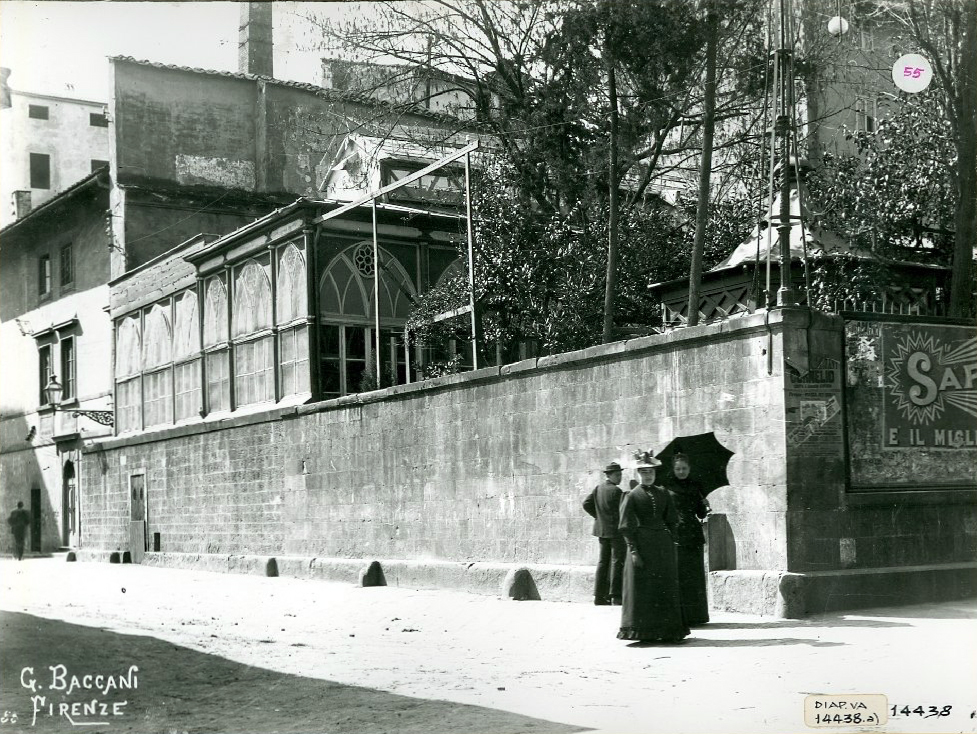
Il giardino degli Orlandini, all'angolo con via dei Naccaioli
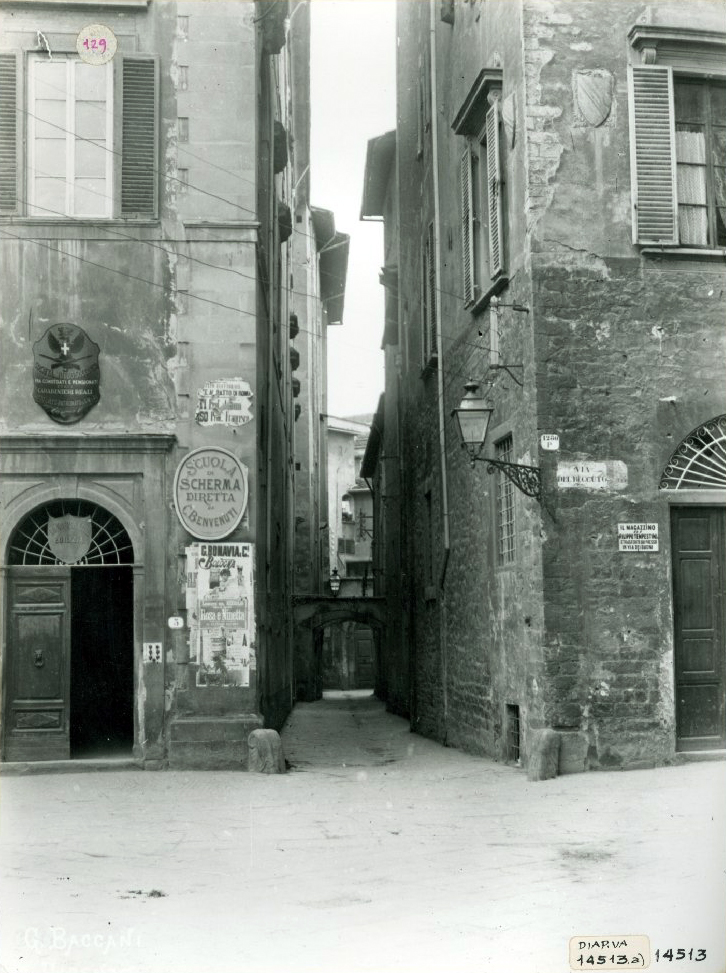
Ultimo tratto, detto via Teatina, vista dall'angolo con l'attuale via Vecchietti

### Edifici
| Immagine | N°      | Nome                          | Descrizione |
| -------- | ------- | ----------------------------- | --- |
|          | 2       | Palazzo Arcivescovile         | Si ha notizia di un palazzo dei vescovi posto in questo luogo già prima dell'anno Mille. Distrutto quasi interamente da un incendio nel 1533, fu parzialmente ricostruito nella seconda metà di quel secolo su progetto di Giovanni Antonio Dosio e compiuto nel 1584. Nella sua configurazione originaria era costituito da due grandi corpi di fabbrica separati da una strada interna, via dell'Arcivescovado (essenzialmente in asse con l'attuale via Roma), e collegati da una cavalcavia. In occasione degli interventi di fine Ottocento all'antico centro fiorentino, sia in ragione dei nuovi allineamenti stradali previsti dal piano di risanamento, sia per ampliare la piazza e isolare maggiormente l'edificio del Battistero, il corpo di fabbrica che guardava verso San Giovanni fu demolito e il suo fronte ricostruito sulla parte superstite arretrata, reimpiegando per quanto possibile molti degli elementi lapidei originali. Su via de' Pecori il lessico della facciata prosegue per un solo asse, mentre i cinque successivi assi per tre piani, con bugnato a graffito fino al marcapiano tra primo e secondo piano, sono una realizzazione interamente ottocentesca: qui esisteva infatti un basso edificio con botteghe al piano terra, un mezzanino e un piano superiore, sopra il quale si impostava il campanile a vela di San Salvatore al Vescovo, oggi più nascosto. Sulla cantonata è il grandu scudo di Agostino Bausa, arcivescovo di Firenze dal 1889 al 1899, al tempo nel quale l'edificio venne ridotto alla forma attuale. |
|          | 1       | Palazzo Ceci e Rossi          | L'edificio è così denominato per essere stato eretto nel 1893 dalla ditta imprenditrice Ceci e Rossi: aveva in origine una galleria che da via Roma giungeva fino a via de' Brunelleschi. Nella sua breve storia è stato per lo più noto per aver ospitato, nel negozio d'angolo con via Roma, il "Bar Pasticceria Bruzzichelli", uno dei più rinomati locali fiorentini degli anni cinquanta e sessanta del Novecento. Il palazzo, il più grande del centro dopo quello delle Poste e occupa tutto l'isolato ed è dotato. All'ultimo piano, in angolo tra via de' Pecori e via de' Brunelleschi, si trova una torretta panoramica. |
|          | 3       | Palazzo Pola e Todescan       | L'edificio fu eretto tra il 1901 e il 1903 su progetto dell'architetto Giovanni Paciarelli, nella fase finale di ricostruzione della zona. All'origine il palazzo ospitava i "Grandi Magazzini, all'industria inglese, Pola e Todescan" (dai quali la denominazione corrente), specializzati nella vendita di articoli a buon mercato. L'insieme, decisamente monumentale, si caratterizza rispetto agli altri edifici circostanti realizzati negli anni immediatamente precedenti, per una chiara adesione alle nuove proposte moderniste, almeno per quanto riguarda l'apparato decorativo che si avvale di sculture, fregi in ceramica colorata (opera della manifattura Cantagalli) e lavori in ferro battuto (delle Officine Michelucci di Pistoia). |
|          | 6-8     | Palazzo Orlandini del Beccuto | Il palazzo sorse unificando due gruppi distinti di edifici al tempo degli Orlandini del Beccuto, su progetto di trasformazione redatto verso il 1679 da Antonio Maria Ferri. Nella prima metà dell'Ottocento il palazzo fu abitato dal principe Girolamo Bonaparte, poi al tempo di Firenze Capitale fu sede dell'ambasciata inglese. Nel corso dell'ultimo quarto dell'Ottocento l'edificio subì stesi lavori e nel 1913 fu acquistato dal Monte dei Paschi di Siena, che l'ha messo in vendita nel 2018. Le facciate del palazzo si sviluppano unitariamente, su undici assi per quanto riguarda via dei Pecori, su sei per via de' Vecchietti, con al piano terreno è una lunga fila di finestre inginocchiate, interrotta dai portoni asimmetrici, su un rivestimento a bugnato rustico. All'interno sono presenti affreschi di Bernardino Poccetti, Pier Dandini, Antonio Domenico Gabbiani, Alessandro Gherardini, Luigi Ademollo e Cosimo Meritoni. |
|          | 5r-17r  | Palazzina 1896                | Nel 1808 circa la famiglia Orlandini abbatté alcuni antichi edifici per impiantarvi un giardino, che occupava tutta la lunghezza dell'isolato su via de' Pecori, con alcune serre che, sulla via dei Naccaioli. Allargata la via dei Pecori nel 1833 a spese dello spazio verde, al tempo di Firenze Capitale, lo spazio fu affittato ai Cornelio, gestori di una famosa birreria ritrovo di gentiluomini e d'artisti. Negli anni successivi in luogo della birreria fu costruito dall'architetto Pietro Berti un basso edificio adibito a "latrine pubbliche e private, bagni ed altri locali per comodo del pubblico" che essenzialmente corrisponde all'attuale, nonostante l'apertura delle ampie vetrate sul fronte e il radicale cambio di destinazione. Il termine dei lavori nel 1896 venne immortalato sui due scudi che decorano i pilastri del corpo rialzato centrale. Oggi l'edificio ha esercizi commerciali al piano terra, un ristorante nel mezzanino (a cui appartengono le vistose insegne, ormai storiche) e uno showroom al piano superiore con doppia terrazza. |
|          | 26r-32r | Palazzo Grocco                | L'edificio, di notevole estensione e isolato su tutti e quattro i lati, sorge ai limiti dell'area interessata dai lavori tardo ottocenteschi di risanamento ed è opera eseguita nel 1894 su progetto dell'architetto Luigi Buonamici e committenza degli allora proprietari Grocco. Si configura sostanzialmente come un macroscopico immobile speculativo composto di quattro piani fuori terra. Elementi di particolare pregio rimangono ancora oggi un cancello di ferro battuto al piano terra sul quale è raffigurato un drago, da cui si accede ad un corpo scale secondario sormontato da una vetrata dal disegno geometrico, un soffitto affrescato con un cielo aperto in una sala d’angolo al terzo piano e il motivo curvilineo dell’infisso di molte finestre che si affacciano sia all'esterno che sulle corti interne. |
|          | s.n.    | Palazzo del Credito Italiano  | L'edificio fu eretto come sede dello stabilimento Digerini e Marinai (cioè come sede della manifattura e dello spazio vendita con annessa sala da tè di uno dei più rinomati biscottifici del tempo) a seguito dei grandi lavori di riordinamento dell'antico centro di Firenze nel luogo dove erano le antiche case della famiglia degli Agli. Per quanto Marcello Jacorossi lo indichi come opera dell'architetto Riccardo Mazzanti, nella guida di Garneri del 1924 lo si dice realizzato nel 1909 su progetto dell'ingegnere torinese Ariotti, mentre in un articolo del 1928 dedicato all'attività di Ugo Giovannozzi è indicato nel regesto "la sede della Banca Nazionale di Credito a Firenze" (e pare possibile altra identificazione se non in questa) come sua opera: attribuzione peraltro pienamente sostenibile viste le tangenze tra questo edificio ed altre realizzazioni dell'architetto e ingegnere, sia per concezione che per materiali impiegati. Probabilmente questi architetti si sono susseguiti nel corso di varie ristrutturazioni e adattamenti. L'edificio è di equilibrate proporzioni nonostante la mole abbastanza cospicua, in uno stile architettonico che, superando l'imitazione rinascimentale comune a tante costruzioni contemporanee della fine dell'Ottocento e degli inizi del Novecento, rivela una tendenza alla modernità, rappresentata dalla Secessione viennese e dal Liberty. Ora è sede della Banca UniCredit. |

### Tabernacoli

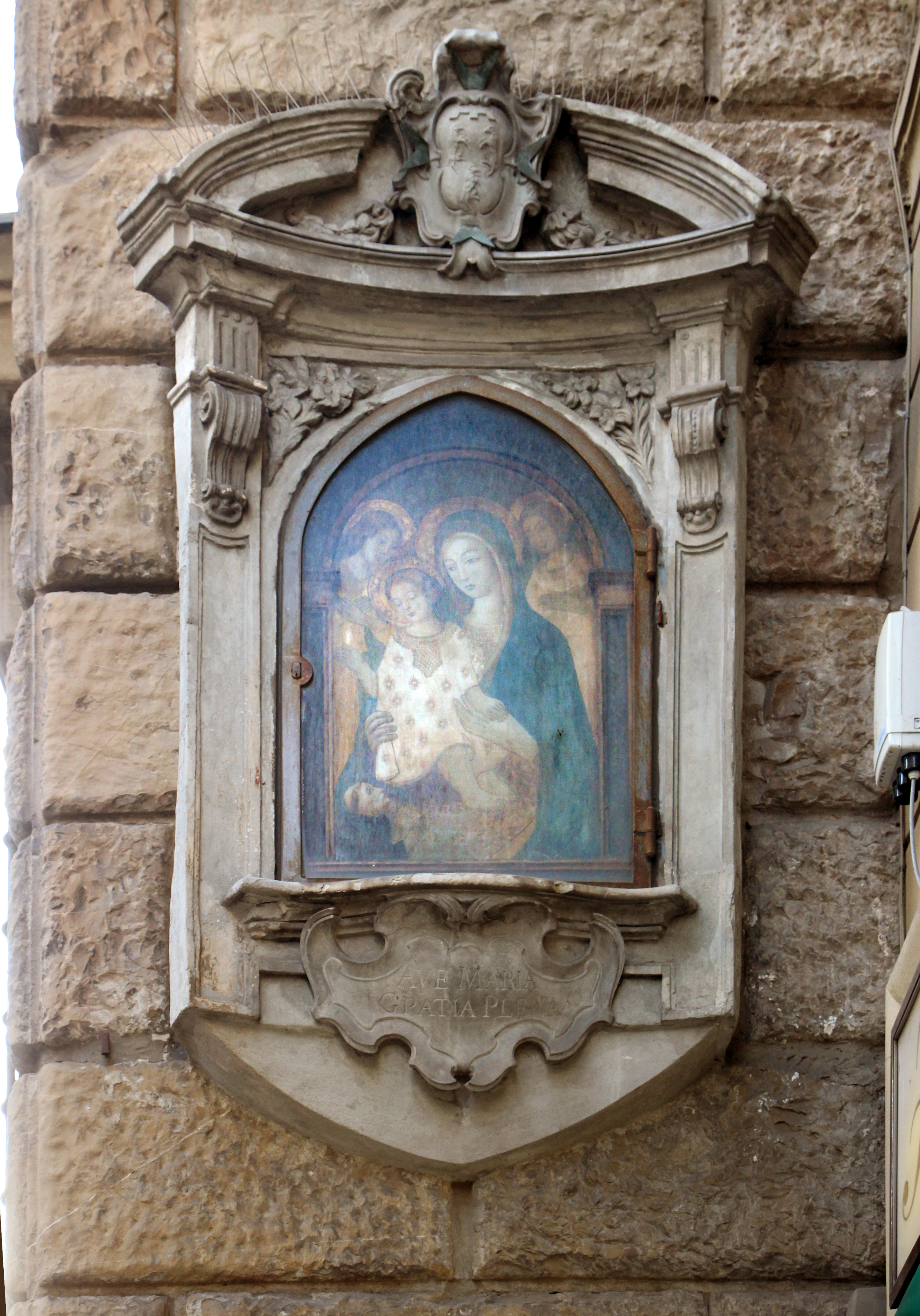
Il tabernacolo

Un tabernacolo, montato all'estremità destra di palazzo Orlandini del Beccuto, subito dopo la cantonata, proviene dalle case Del Beccuto in piazza Santa Maria Maggiore. La cornice mostra uno stemma Orlandini del Beccuto (posteriore al 1722), e conteneva una Madonna col Bambino tra i santi Antonio Abate e Lorenzo, opera trecentesca ricoverata nel palazzo. Dopo essere stato vuoto molti anni, il tabernacolo venne ridecorato nel 1956 con un'altra Madonna col Bambino, angeli e un donatore, di un autore ignoto dell'epoca, in uno stile di ispirazione senese.

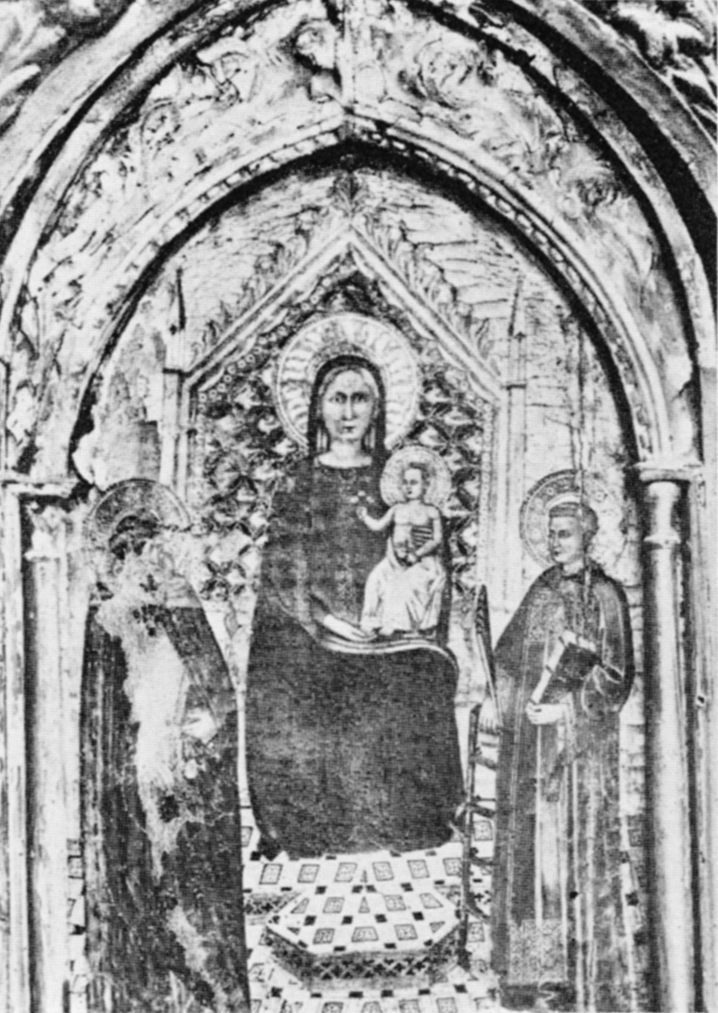
La pittura originale del tabernacolo